# Стаффордширський бультер'єр
Стаффордширський бультер'єр, також званий Стаффі або Стаффорд, — чистокровна собака малого та середнього розміру в групі тер'єрів, яка походить із північних частин Бірмінгема та з Бірмінгема графства Стаффордшир на честь якої й названа. Вони походять від бультер'єрів 19-го століття, які були виведені шляхом схрещування бульдогів з різними тер'єрами, щоб створити загальний тип собак, який зазвичай називають бультер'єрами . Стаффорди мають те саме походження, що й сучасні бультер'єри, хоча ці дві породи розвивалися незалежно один від одного і не схожі одна на одну. Сучасні стаффорди більше нагадують старий тип бультер'єрів і вперше були визнані чистокровною породою собак Кінологічним клубом Великої Британії в 1935 році.

## Передісторія
Заплутаність історії про сучасного стаффорда є через численні псевдоніми, прикріплені до цих собак у минулі століття, такі як «патчений бійцівський тер'єр», «стаффордширський піт-дог», «Тигровий бик», «Буль-енд-тер'єр». Подібні кроси також мали псевдонім «напівкровки». Криваві види спорту, такі як цькування биків і ведмедів, були заборонені з ухваленням парламентом Закону про жорстоке поводження з тваринами 1835 року, який робив незаконним цькування тварин, але заохочував собачі бої.
Через створення собак для боїв, собакарі відійшли від більш важких бульдогів і додали кров тер'єрів у свої схрещування для войовничості та спритності. Ці схрещування буль-тер'єрів дали племінне поголів'я предків, яке протягом десятиліть еволюціонувало до сучасних виставкових собак, яких ми знаємо сьогодні як стаффордширський бультер'єр і бультер'єр. Незадовго до Громадянської війни в США іммігранти з Великої Британії привезли в США своїх буль-тер'єрів. Вони стали предками американського стаффордширського тер'єра, мініатюрного бультер'єра, бостонського тер'єра та американського пітбультер'єра.
До середини 19-го століття через суворе дотриманням Закону про жорстокість 1835 року, виставки собак стали новим центром для собаківників у Великій Британії. Як наслідок, авторитетним селекціонерам більше не потрібно було розводити собак з атрибутами, необхідними для собачих боїв. Саме тому собаківники зосередилися на формі та темпераменті породи, щоб вивести чемпіонів на виставках. Пізніше, популярність виставок породила необхідність документувати та зберігати результати виставок собак, встановлювати правила виставок та документувати родоводи нових порід, що розвиваються, щоб запобігти шахрайству. З цією метою в різних країнах починалося засновання різноманітних кінологічних клубів або організацій. Вони встановлювали правила виставок собак, але не брали участі у встановленні стандартів породи, за якими буде оцінюватися кожна порода собак. Місцеві кінологічні клуби відповідали за створення стандарту породи для своєї конкретної породи собак.
Бійцівська спадщина бультер'єрів залишилася позаду, тоді як заводчики стаффордширських бультер'єрів у Великій Британії продовжували свої незаконні змагання, які були аналогічні тому, що відбувалося в США з американським стаффордширським тер'єром; жодна порода не могла отримати офіційне визнання на своїх рідних землях. Журналіст і кінолог Деніз Флейм коротко заявила: «Жоден створений реєстр не хотів бути пов'язаним із собакою, яка заробляла на життя кров'ю собі подібних».

## Створення породи

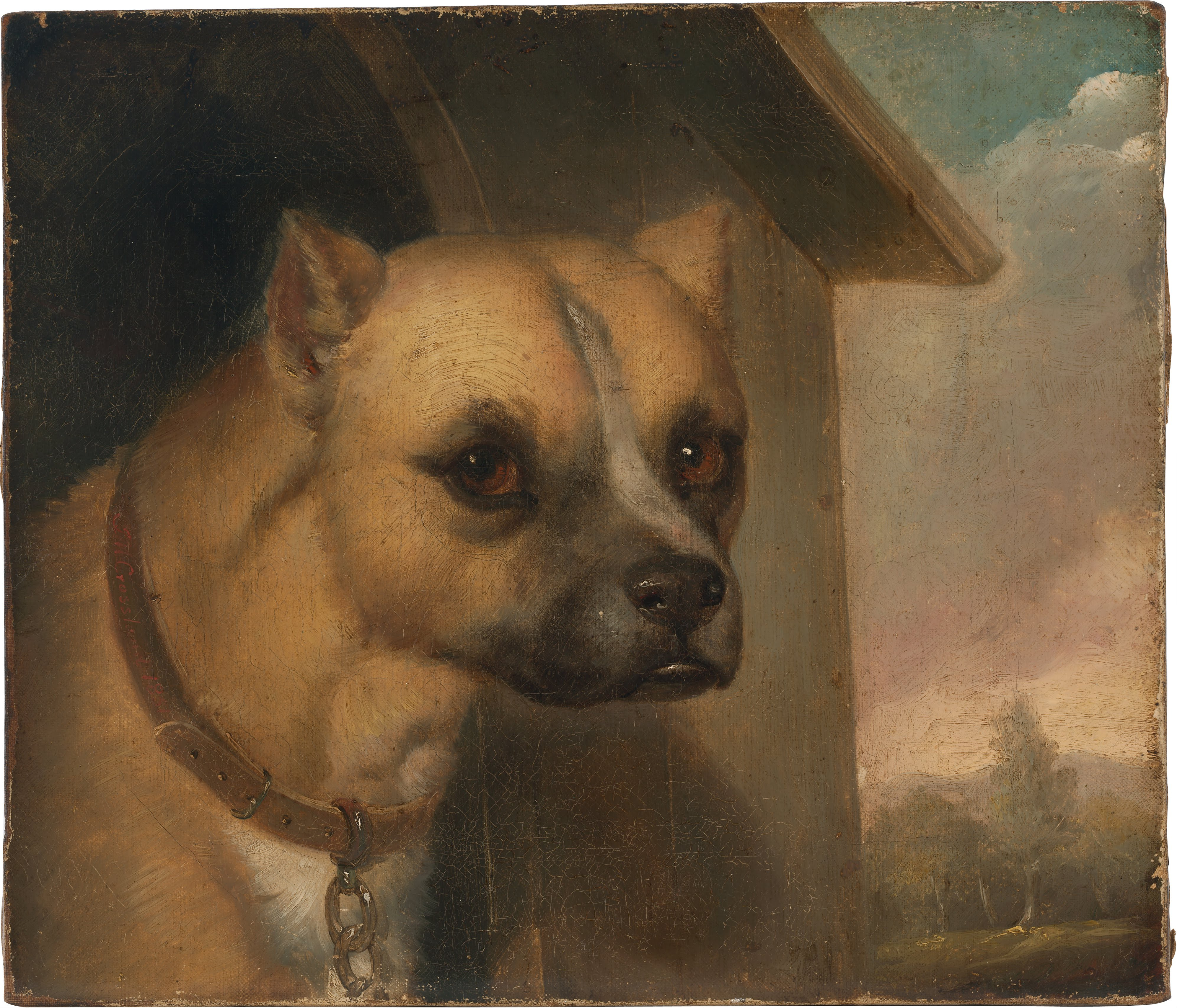
Стаффордширський бультер'єр, Дж. М. Кроссленд (1799—1858)

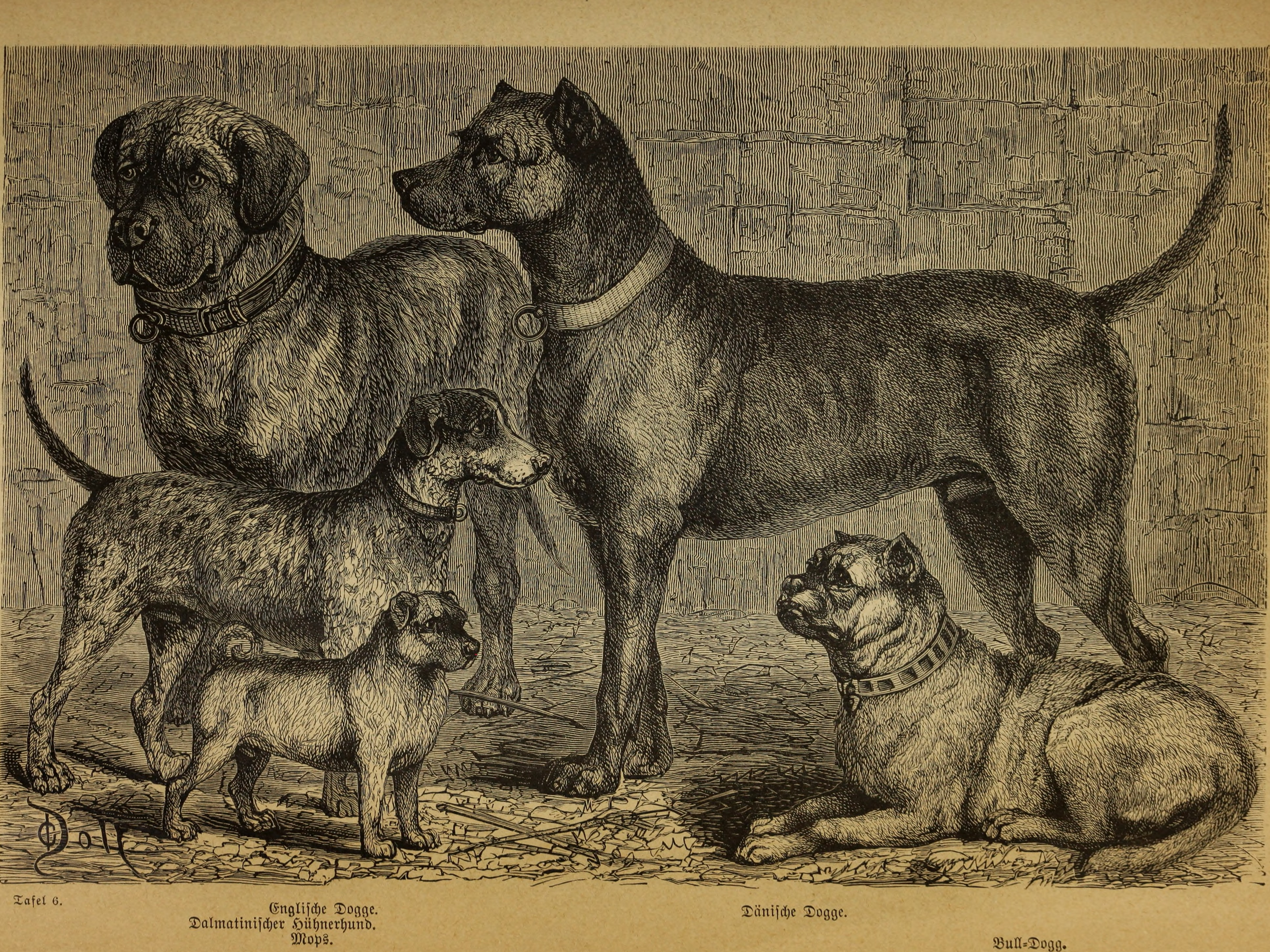
Собака та його раси(породи), 1876. Ліва колонка: Англійський мастиф, Далматинська вівчарка, Мопс ; права колонка: датський мастиф, бульдог

У середині 19-го століття гібриди буль-тер'єрів були відомі під кількома різними псевдонімами, такими як патчед-бійцівський тер'єр, стаффордширський піт-дог, тигровий бик і буль-енд-тер'єр. Їх також називали напівкровками або частіше буль і тер'єрами, хоча вони не були справжніми породами в тому сенсі, як відомі сучасні породи собак.
Нерегульована історія розведення та суперечливий генетичний склад ранніх предків Стаффорда призвели до неправильних уявлень про його походження. Індивідуальні типи та стилі схрещених собак в той час відрізнялися залежно від географічного регіону. Наприклад, потомство з однієї місцевості може мати більший відсоток тер'єрів, ніж бульдог, тоді як інші звіти стверджують, що бульдог перед тер'єром був кращим, ніж буль, а тер'єр перед бультер'єром. Однак принаймні шість сучасних порід можуть простежити свій родовід від схрещування буль та тер'єрів. Інша поширена назва бультер'єра — це просто бультер'єр, яке стало назвою для нової породи, яку вивів і назвав в 1860-х роках заводчик собак Джеймс Хінкс. Хінкс використовував різні незадокументовані ауткроси, включно з далматинами та колі, які прихильники оригінального сорту вважали небажаними. У результаті виникли дві різні породи бультер'єрів: бультер'єр, який отримав назву «Білий кавалер», і «Стаффордширський бультер'єр», названий на честь округу, де він був виведений.
Розводчики собак ретельно відбирали тварин, щоб посилити успадковані риси певних типів собак . Багато типів змішаних порід або дворняг, які були використані для створення перших бійцівських собак, давно еволюціонували та стабілізувалися в сучасних чистокровних собак, яких ми знаємо сьогодні. Багато бажаних філогенетичних рис предків породи було збережено та вдосконалено шляхом селекційного розведення, щоб краще відповідати сучасному призначенню Стаффорда як виставкової собаки, тоді як небажані риси були виведені.

### Визнання чистокровним
Відстежуваних родоводів не існувало до заснування Кінологічного клубу Великої Британії у 1873 році, який спочатку був сформований групою любителів виставок собак, які хотіли уникнути шахрайства заводчиків, встановлення особи собаки та документування її родоводу. Перший том Племінної книги Кінологічного клубу був опубліковано у 1874 році та включав список виставок собак та імена собак, які виставлялися на кожній виставці, починаючи з першої виставки собак у 1859 році Бультер'єри та бульдоги також були визнані та включені до першого тому. Однак тільки в 1935 році стаффордширський бультер'єр був офіційно визнаний Кінологічним клубом Великої Британії. Набагато пізніше, в 1974 році, Американський кінологічний клуб прийняв стаффордширського бультер'єра до свого реєстру порід як 121-у офіційну породу.

### Спільне походження

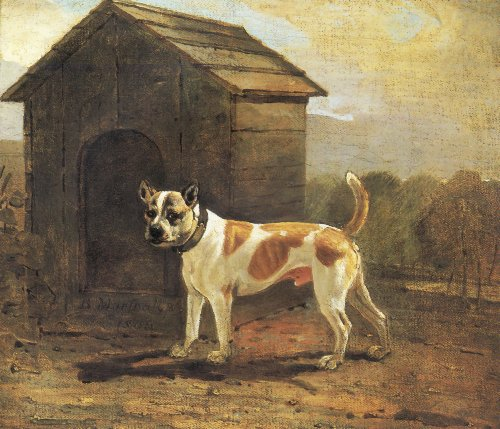
Смітник, буль і тер'єр, Бенджамін Маршалл 1804

Об'єднаний клуб собаківництва, Американський кінологічний клуб, Канадський кінологічний клуб з шести порід, які походять від порід буль і тер'єрів, визнають п'ять у такому порядку: бультер'єр, бостон-тер'єр, американський стаффордширський тер'єр, стаффордширський бультер'єр і мініатюрний бультер'єр. Кінологічний клуб Великої Британії не приймає американського пітбультер'єра.
Канадський кінологічний клуб не визнавав стаффордів до 1952 року.
Кінологічного клубу Великої Британії, який був першим реєстром порід, який прийняв нещодавно створеного стаффордширського бультер'єра до своєї Племінної книги, заявив, що порода «має те саме походження, що й бультер'єр, тобто Бульдог схрещувався з чорно-підпалим тер'єром і був розроблений як бійцівський собака». Крім того, вони визнали, що через «ранню асоціацію собаки з собачами бійками, певний час було важко отримати визнання породи, і лише в 1930-х роках Кінологічний клуб визнав породу».
«Буль і тер'єр могли б зникнути, якби не група любителів на чолі з Джозефом Данном, який високо оцінив собак заради них самих і переконав Кінологічний клуб Великої Британії визнати породу стаффордширського бультер'єра, за назвою англійського графства, де ця порода була найбільш популярною».

### Інші теорії походження

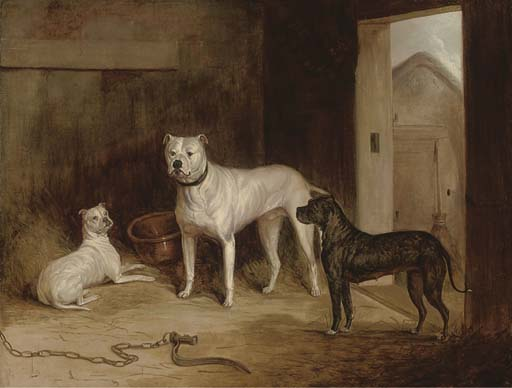
Бульдог і два бультер'єри близько 19 століття

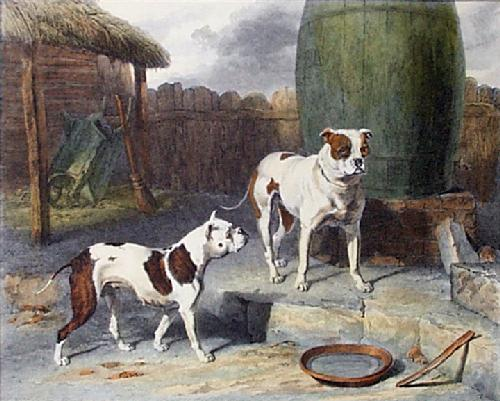
«Кріб і Роза» приблизно 1817 р. Абрахам Купер (1787—1868)

Порівнюючи багатовікових буль і тер'єрів із сучасними стаффордами, Джоанна де Клерк, DVM, автор «Повного посібника зі стаффордширських бультер'єрів» (2019), сказала, що «будучи настільки схожими на оригінального староанглійського бульдога, який з тих пір був виведений до невпізнання, деякі стверджують, що Staffie походить виключно від цієї породи, а не від будь-якого тер'єра в суміші». Частково плутанина та помилкові уявлення про породу пов'язані з непослідовним генетичним складом породи в результаті нерегульованої практики розведення. Загальновизнано, що Стаффорд походить від схрещування бульдога та тер'єра 19-го століття, які пізніше були виведені для собачих боїв після того, як кровопролитні види спорту були визнані незаконними. Але лише на початку 20-го століття був створений стандарт породи, а в 1935 році стаффордширський бультер'єр був офіційно визнаний Кінологічним клубом Великої Британі.
У весняному випуску The Stafford Knot за 2013 рік Джейсон Ніколай описує деякі важливі еволюційні фактори в стандартах породи стаффордширського бультер'єра, які «дуже часто неправильно цитують і неправильно розуміють». Стандарт для сучасного стаффорда узгоджується з трансформацією породи від її предків буль і тер'єрів як бійцівської собаки до сучасної виставкової собаки. Деякі автори книг порівнюють малюнки чи картини дев'ятнадцятого століття з візуальним виглядом сучасних стаффордів. Письменник та ентузіаст Стаффорда Джеймс Бофой написав у своїй книзі «Стаффордширські бультер'єри: практичний посібник для власників і заводчиків» (2016), що на деяких картинах початку 19-го століття є «цікаві докази», які зображують подібність будови та кольору шерсті сучасний стаффорд у порівнянні зі староанглійським бульдогом. Одна з таких картин художника Абрахама Купера (1817) під назвою «Кріб і Роза».
Редактор онлайн-журналу Stafford А. Кернс у 1968 році вважав, що «тварина, схожа на Стаффорда, існувала на рубежі 19-го століття» і визнав, з «можливістю невеликого упередження», що «єдиною сучасною собакою цього типу є стаффордширський бультер'єр». Однак Кернс уточнює, що родовід, написаний на табличці з малюнком Кріба та Рози, зокрема слова «знаменита стаффордширська сука», не означає, що це був стаффордширський бультер'єр, але «можна зробити висновок, що тварини цей тип існував у тому окрузі до 1816 року». Записи Кернса збігаються в тому, що "стаффордширський бультер'єр є відносно «новою породою» в контексті того часу, коли він був вперше визнаний Кінологічним клубом Великої Британі.
У жовтні 1987 року Кернс написав у Кінологічному віснику Кінологічного клубу Великої Британі, що «визнання породи Кінологічним клубом оповите таємницею. Визнання стаффордширського бультер'єра було оголошено в 1935 році. Не було пояснень, як це сталося. Ні клубу породи, ні стандарту породи не існувало». Кернс також звернув увагу на схожість між бультер'єрами та стаффордами наприкінці 19 століття, до того, як сучасний бультер'єр вийшов на нижню морду: «У той час „бультер'єри“ могли бути зареєстровані як „батько, мати та дата народження невідомі“, тож фактично будь-яка собака може бути зареєстрована як „бультер'єр“. У результаті було виявлено, що багато зареєстрованих собак були відомими як стаффордширські бультер'єри».

### Аналіз ДНК
У 2017 році загальногеномне дослідження показало, що всі собаки типу буль і тер'єрів, включаючи стаффордширського бультер'єра та п'ять інших різних порід, сходять на карту до тер'єрів Ірландії та мають походження, яке належить до періоду 1860—1870 років. Час відповідає історичним описам змагань з собачих боїв в Ірландії, відсутності точної документації в племінній книзі та, як наслідок, незадокументованим схрещуванням собак під час створення цих порід.
Дослідження ДНК внесли певну ясність у таємницю гібридизації схрещування буль та тер'єрів, що свідчить про наявність собак Нового Світу в деяких сучасних породах, але вони не дозволяють однозначно ідентифікувати всі породи, які були залучені. Як підтверджено дослідженням ДНК, історичні буль і тер'єр не були справжньою породою; скоріше цей термін використовувався для опису гетерогенної групи собак, яка може включати чистопородних собак різних порід або схрещування цих порід. Гібриди буля і тер'єра, або типи пітбулів, вважаються попередниками кількох сучасних стандартизованих порід.

### Ранній захист
Закон про жорстоке поводження з тваринами 1835 року фактично припинив цькування биків і ведмедів у Великобританії. Для цькування були потрібні великі арени. Тому тих, хто не виконував закон можна було легко знайти поліції. Тоді як незаконні собачі бої було набагато важче припинити, оскільки спонсори боїв тримали свої місця проведення прихованими та ретельно охоронялися в приватних підвалах і подібних місцях. У результаті собачі бої тривали ще довго після 1835 року. Лише після прийняття Закону про захист тварин 1911 року організовані собачі бої в Британії в основному припинилися.

### Кінологічний клуб

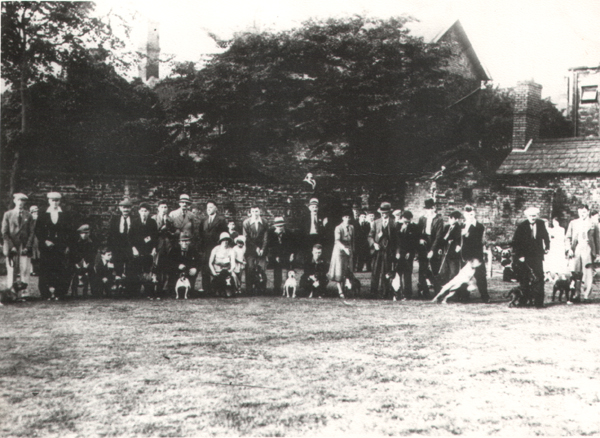
Перша в історії виставка стаффордширських бультер'єрів, Кредлі Хіт, 1935 рік

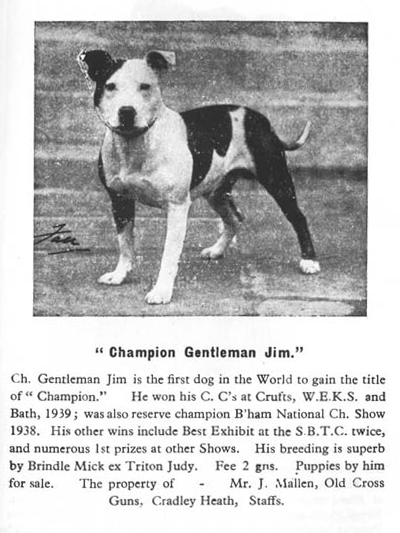

«Перші протостаффорди стали основою для стаффордширського бультер'єра, американського пітбультер'єра та американського стаффордширського тер'єра». У 1930 році назва «стаффордширський бультер'єр» вперше з'явилася в рекламі собак цього типу. Протягом 1932 і 1933 років суддя на виставках і заводчик Джозеф Данн намагався визнати породу Кінологічним клубом, але раннє походження стаффорда як бійцівської собаки ускладнювало його визнання. На початку 1935 року виставка зі стаффордами відбулося і мала успіх.
Після неї у травні 1935 року Кінологічний клуб Великої Британі затвердив назву «стаффордширський бультер'єр», а перше запрошене ім'я «Оригінальний бультер'єр» було відхилено. Данн вирішив створити клуб і запросив до участі інших собаківників. У червні 1935 року був створений клуб стаффордширських бультер'єрів. Стандарт породи був затверджений того ж дня, і наступні виставки були проведені того ж року. Першими чемпіонами, визнаними в Англії у 1939 році, були собаки Леді Єва та Джентльмен Джим.
Філ Драббл повідомив, що серед різних типів буль і тер'єрів тип із Кредлі Хіта був визнаний окремою породою і отримав назву стаффордширський бультер'єр. Згодом він був прийнятий Кінологічним клубом Великої Британі у липні 1935 року, що стало офіційною віхою для прийняття стаффордширського бультер'єра до реєстру порід.
У 1954 році порода була визнана Міжнародна кінологічна федерація, що знаходиться в Тюїні, Бельгія.

### Американський кінологічний клуб
Стаффордширський бультер'єр, а також бультер'єр і американський стаффордширський тер'єр є трьома різними сучасними чистокровними собаками в групі Американського кінологічного клубу тер'єрів, усі з подібним походженням. Історично стаффордширські тер'єри прибули до Америки в середині 1800-х років. Після їх прибуття було виведено дві різні породи, одну з яких деякі американські селекціонери перетворили на іншу, як відгалуження англійської версії, яка стала американським стаффордширським тер'єром.
Спочатку Американський кінологічний клуб відмовився визнавати будь-які породи, пов'язані з собачими боями. Рання порода бультер'єра, розроблена Джеймсом Хінксом як виставкова собака, була визнана Американським кінологічним клубом у 1885 році. Майже через 50 років у 1936 році було визнано стаффордширського тер'єра, пізніше змінивши назву породи на американський стаффордширський тер'єр, щоб уникнути плутанини з англійською версією.
У 1967 року Стів Стоун організував Американський клуб стаффордширських бультер'єрів.
Перші спроби заохотити членство в клубі та отримати визнання Американського кінологічного клубу почалися з мітингу, що відбувся влітку 1967 року, в результаті якого клуб зареєстрував 14 членів і 8 стаффордів. До кінця року їх кількість зросла до 39 зареєстрованих собак. Імпорт собак продовжувався, кількість членів і зареєстрованих собак зросла, але знадобилося майже десятиліття проведення санкціонованих виставок і демонстрації узгодженості стандарту породи шляхом дотримання відповідальних методів розведення, щоб клуб отримав офіційне визнання Американського кінологічного клубу.
У 1974 році Американського кінологічного клубу офіційно визнав клуб стаффордширських бультер'єрів, який представляє породу. Першим стаффордом, зареєстрованим і внесеним до Племінної книги Американського кінологічного клубу, був Тінкінсвуд, привезений з Великої Британії. Першою чемпіонкою США стала сука австралійського імпорту Нортварк Беккі Шарп.

## Характеристики

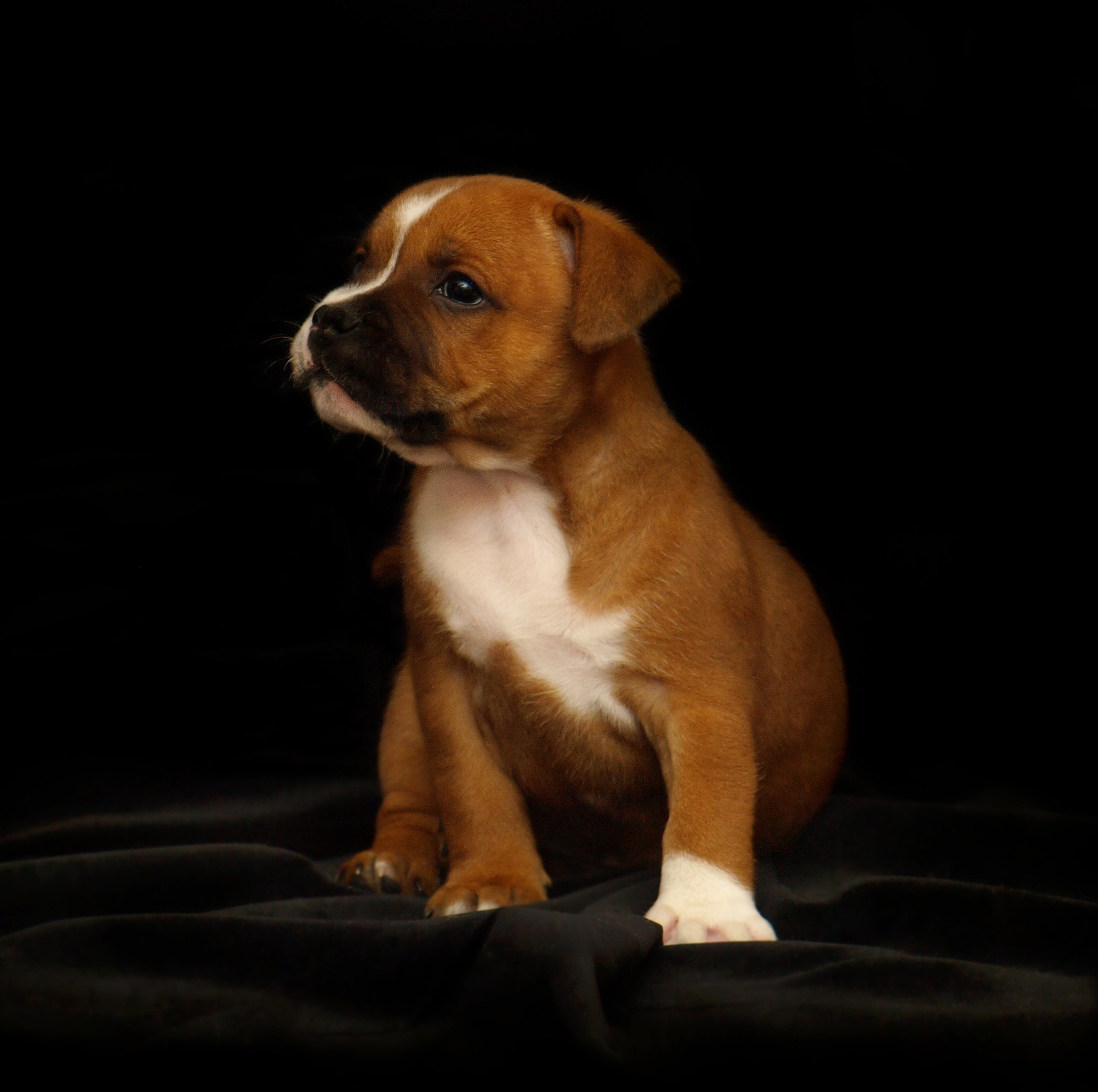
Цуценя стаффордширського бультер'єра

Стаффорд короткошерстий і має приблизно однакову довжину від холки до хвоста та від холки до землі. Шерсть коротка, жорстка і прилегла. Він може бути білим; чорний, блакитний, палевий або червоний, усі з білим або без білого; або будь-який різновид тигрового, з білим або без нього. Має широку голову; вуха складаються на кінчику. Це мускулистий і міцний, з міцними плечима, широкими грудьми і широко поставленими ногами. Він спритний і досить активний. Це тер'єр, і його класифікують Кінологічний клуб і Міжнародна кінологічна федерація. Собака зазвичай становить 36–41 см у холці, важить приблизно 13–17 кг; суки приблизно на 2 кг менше.
Це здорова та сильна собака, яка живе 12–14 років. Неврологічні розлади, виявлені в породі, включають абіотрофію мозочка, мальформацію Кіарі, вроджену міотонію; виявлені також спадкові катаракти.
Стаффорд має репутацію настирливого. Коли кидає виклик іншій собакі, то, як відомо, не відступає.

## Використання
Стаффорд вважається домашнім улюбленцем і собакою-компаньйоном і входить до числа порід, рекомендованих для сімей. «М'язистий, але спритний стаффордширський бультер'єр зберігає риси хоробрості та наполегливості. На щастя, хороше виховання перетворило цього колишнього гладіатора на м'якого, грайливого компаньйона з особливим почуттям до дітей».
Протягом десятиліття 2011—2020 рр. щорічна реєстрація впала з приблизно 7000 до приблизно 5000. Це одна з найбільш зареєстрованих порід в Австралії, Франції та Новій Зеландії. У Сполучених Штатах він був на 81 місці в списку за кількістю реєстрацій у 2020 році

## Порівняння пітбулів
Сучасних стаффордів часто плутають із бійцівськими пітбулями, тому що вони мають спільних предків, які сягають початку 1800-х років, коли бої були популярним видом спорту. У всьому світі пітбулі, включно зі стаффордширськими бультер'єрами, потрапили в місцеві новини про акти агресії, але прихильники породи підняли питання щодо достовірності візуальної ідентифікації породи та галасу в ЗМІ. Звіти часто трактують цю породу як таку, що нападає на інших собак. Подібні породи асоціюються з укусами людей.
Ранні дослідження ДНК виявили деякі генетичні зв'язки між породою та поведінкою. Дослідження 2022 року, проведене Національним інститутом дослідження геному людини (США), детально описало, як некодуючі варіації в геномі собак пов'язані з поведінковими рисами різних порід. Вони виявили у тер'єрів спадкові особливості, які «сумісні з робочими ролями, пов'язаними з ловом і вбивством здобичі». Інше дослідження 2022 року, проведене у Гарвардському університеті, дійшло висновку, що більшість поведінкових рис є спадковими, тоді як поведінка «лише тонко відрізняє породи». Це дослідження показало, що породи собак, які стереотипно сприймалися як агресивні, такі як пітбуль, не були агресивнішими за інших собак. Результати цієї роботи показують, що поведінка собаки в першу чергу «формується їх середовищем, а не їхньою породою».

## Законодавство щодо породи

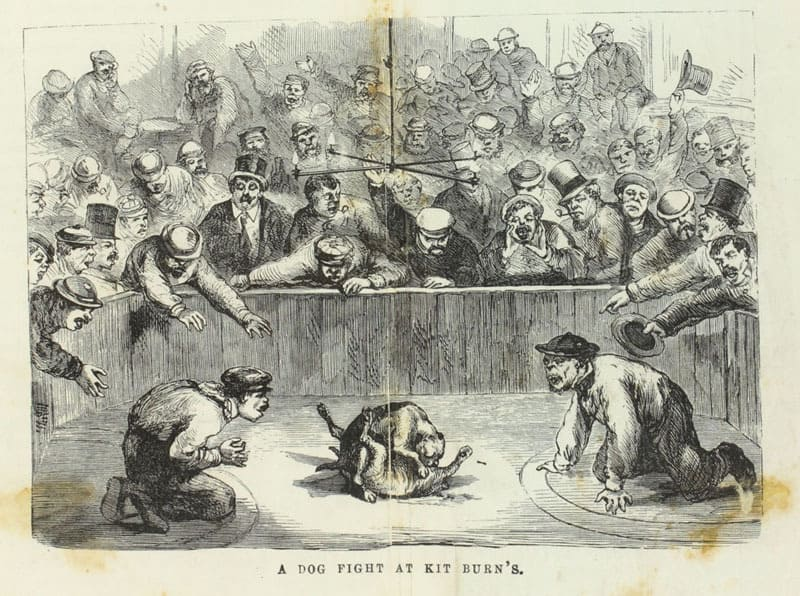
Кіт Бернс Салун, Нью-Йорк, Едвард Вінслоу Мартін (Джеймс Д. Маккейб), «Таємниці великого міста» (Філадельфія, 1868)

У 2018 році організація «Люди за етичне поводження з тваринами» (PETA) лобіювала в британському парламенті внесення цієї породи до списку заборонених порід собак у Законі про небезпечних собак 1991 року . Пропозиція була відхилена парламентом; отже, стаффорди не заборонені Законом Великобританії про небезпечних собак 1991 року
У Сполучених Штатах собаки, які часто визначаються як пітбулі та зазвичай заборонені в деяких країнах, включають американських пітбультер'єрів, стаффордів, американських стаффордширських тер'єрів і бультер'єрів. Станом на червень 2017 року в США існував 21 штат, де заборонено законодавство щодо певних порід.

### Невірна назва ірландського стаффордширського бультер'єра
У Великобританії американських пітбультер'єрів іноді рекламують як «ірландських стаффордширських бультер'єрів», намагаючись обійти Закон про небезпечних собак 1991 року Ірландський стаффордширський бультер'єр не визнається як порода. Вважається, що він сприяє «збільшенню кількості випадків собачих боїв».

## Відомі стаффордширські бультер'єри
- Сторож — з 1882 року військовий талісман Стаффордширського полку (частина дивізії принца Уельського).[41]
- Джок — пес героя книги сера Персі ФіцПатріка «Джок з Бушвельда» (1907).[42]
- Купер — прийнятий у 2018 році до Стаффордширської поліції. Він працював поліцейським собакою до 2022 року, відвідував школи та з'являвся на британському телебаченні.[43]

## Галерея

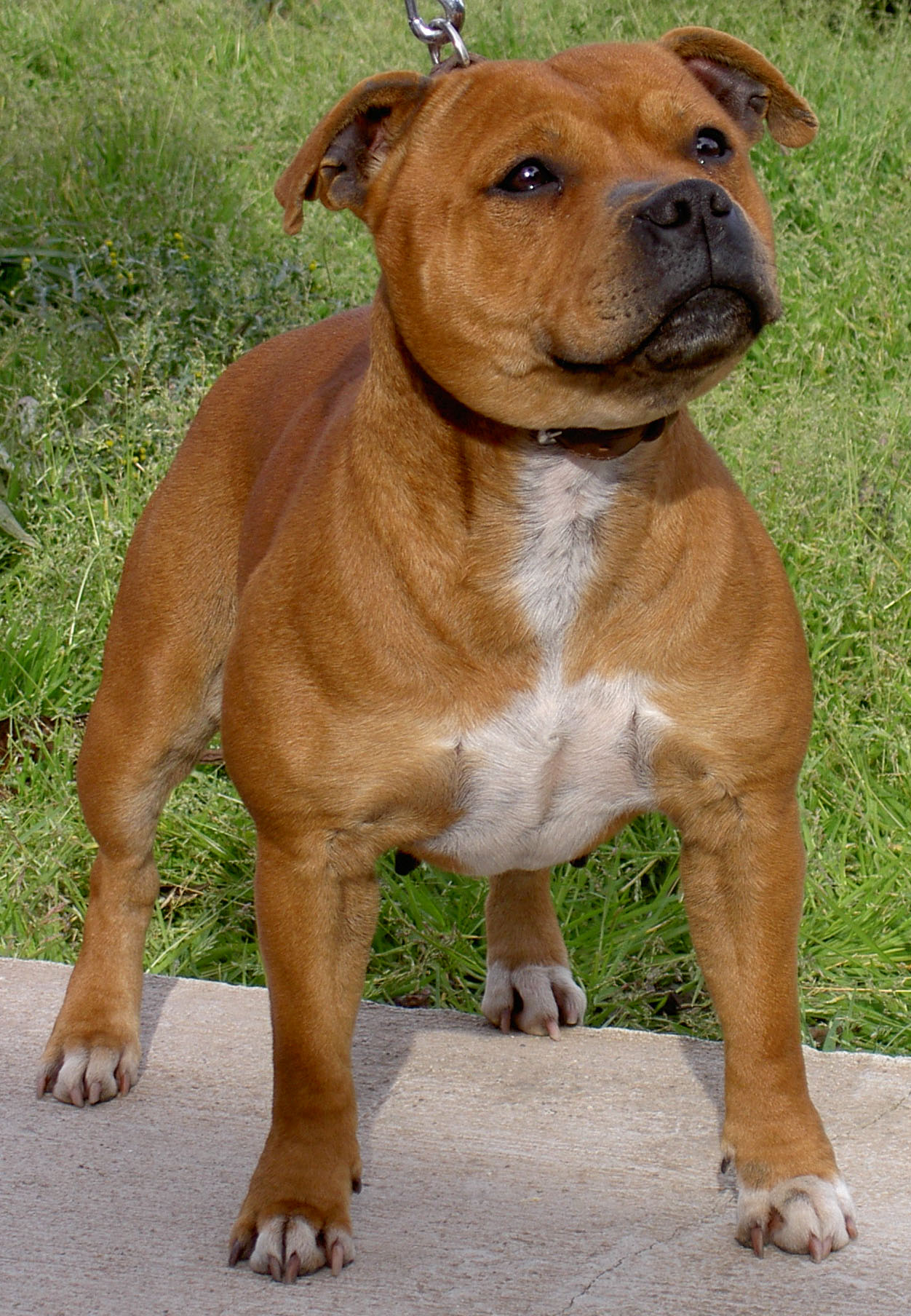
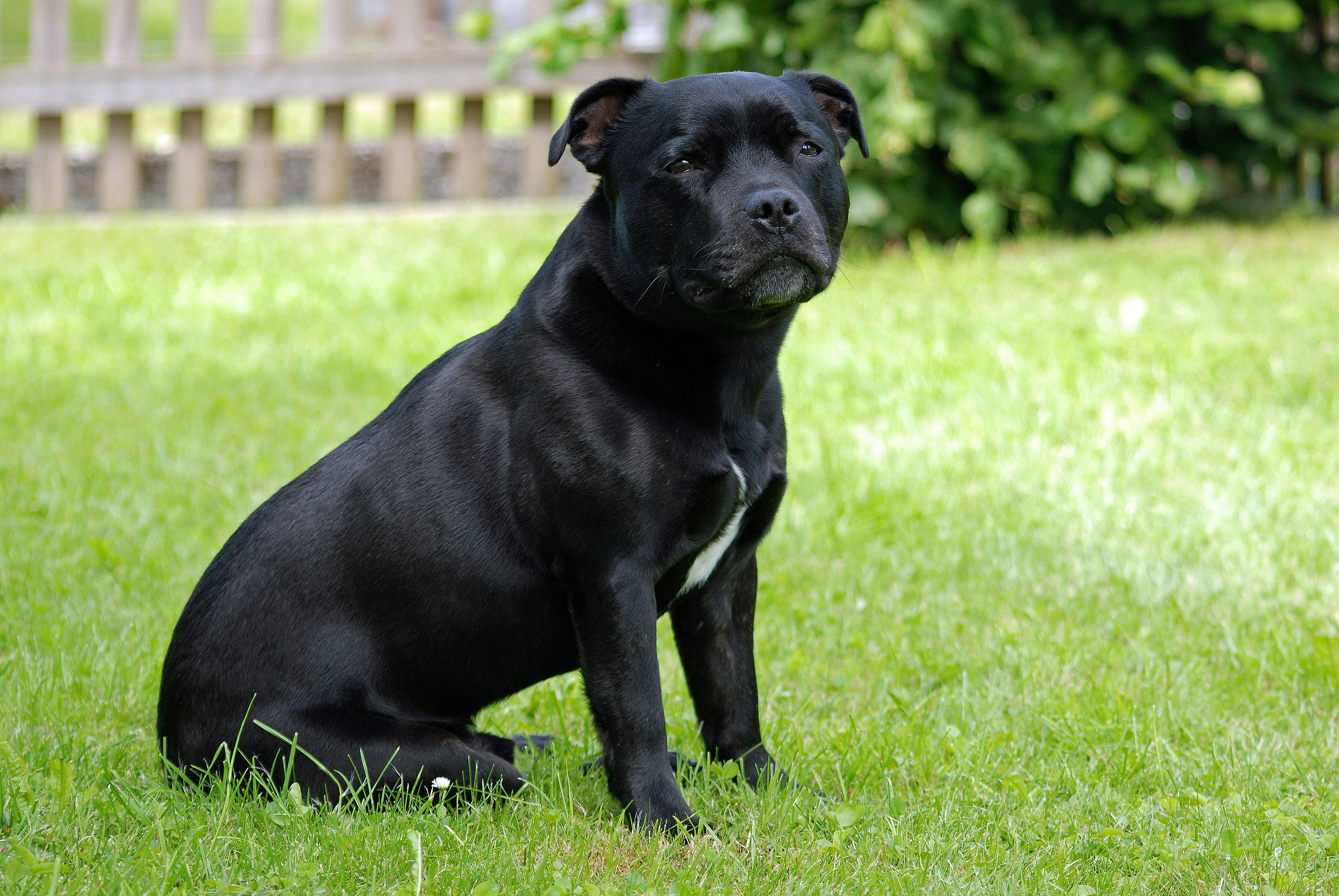
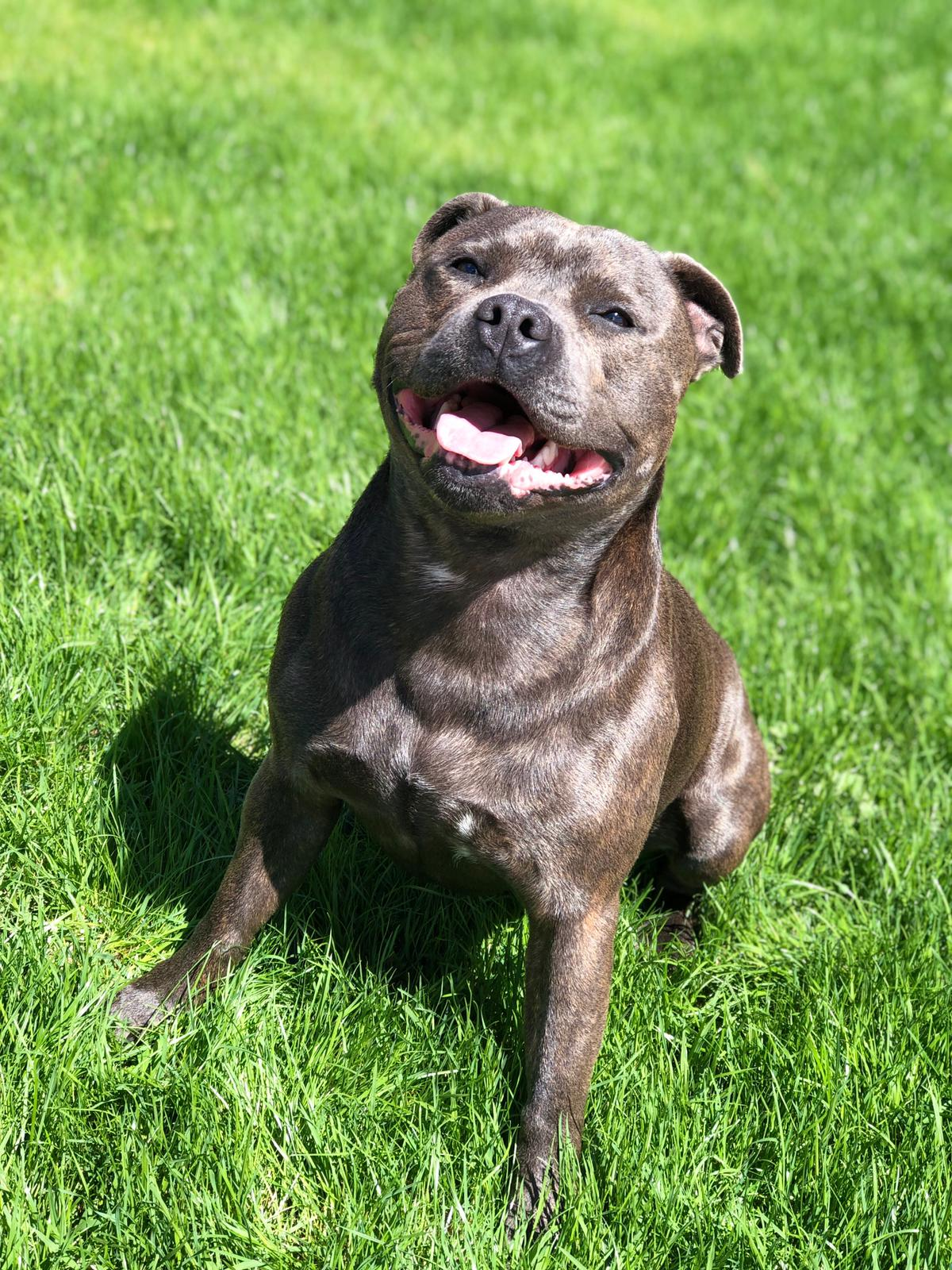
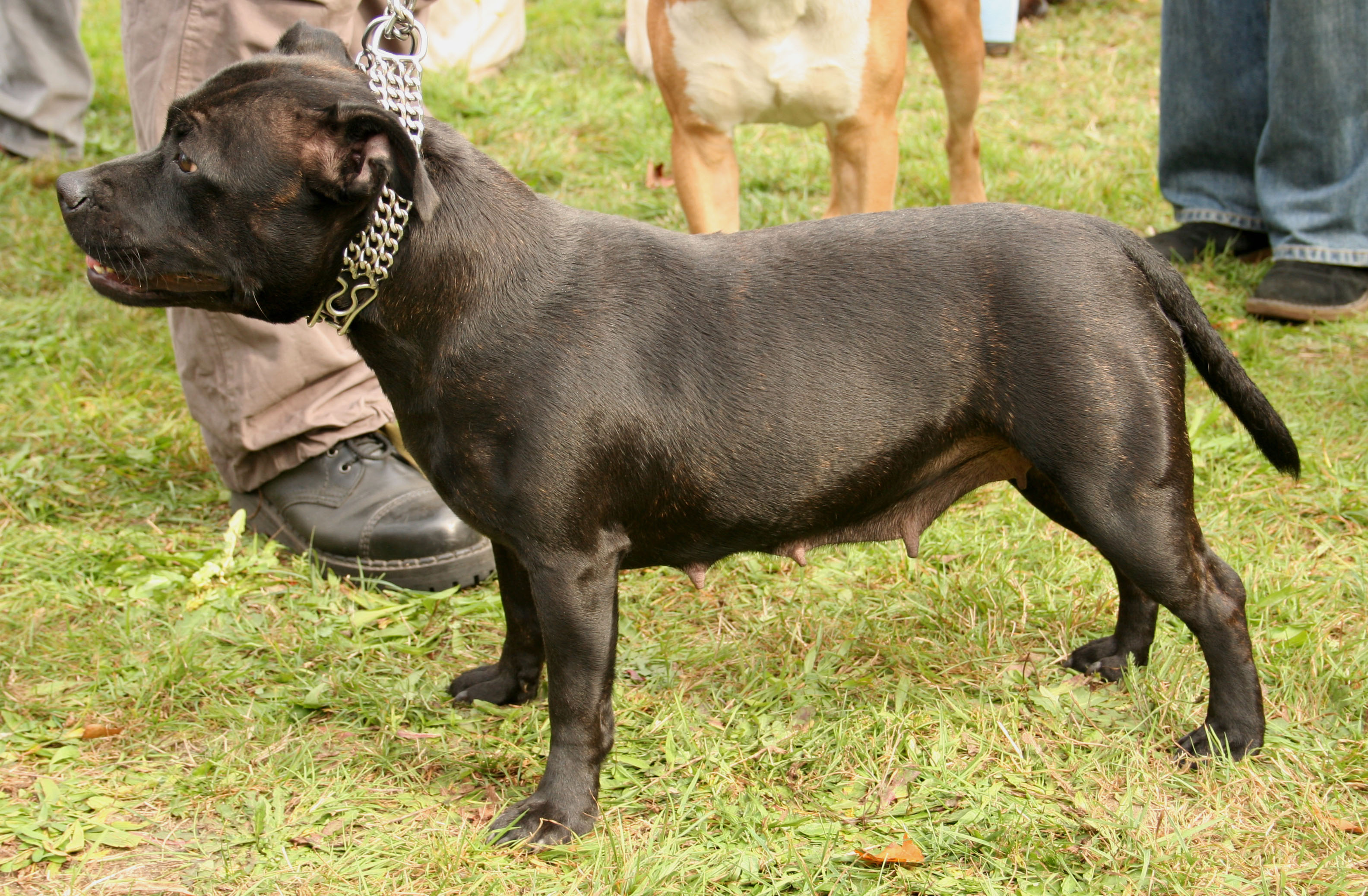
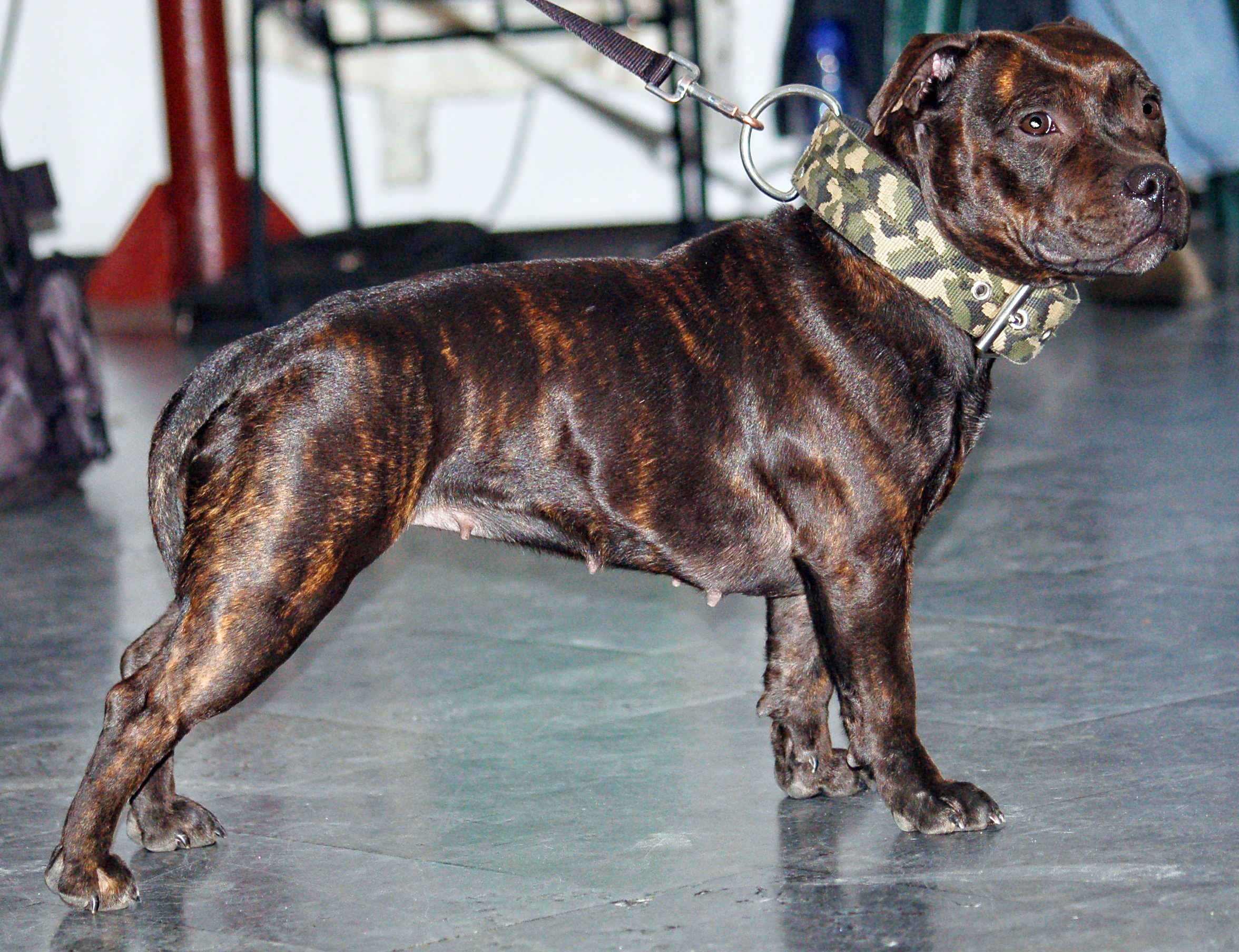